# Cidade Nobre
Cidade Nobre é um bairro do município brasileiro de Ipatinga, no interior do estado de Minas Gerais. Localiza-se no distrito Barra Alegre, estando situado na Regional III. Segundo o censo demográfico de 2022, realizado pelo Instituto Brasileiro de Geografia e Estatística (IBGE), sua população era de 15 418 habitantes e havia 5 803 domicílios particulares permanentes ocupados. Possui área de 2,4 km² conforme a prefeitura.
De acordo com o IBGE, em 2010 a população era de 15 198 habitantes e havia 4 784 domicílios particulares. No entanto, sua área inclui como extensões algumas localidades e bairros não oficiais, por exemplo Vila da Paz e Vila Formosa.

## História

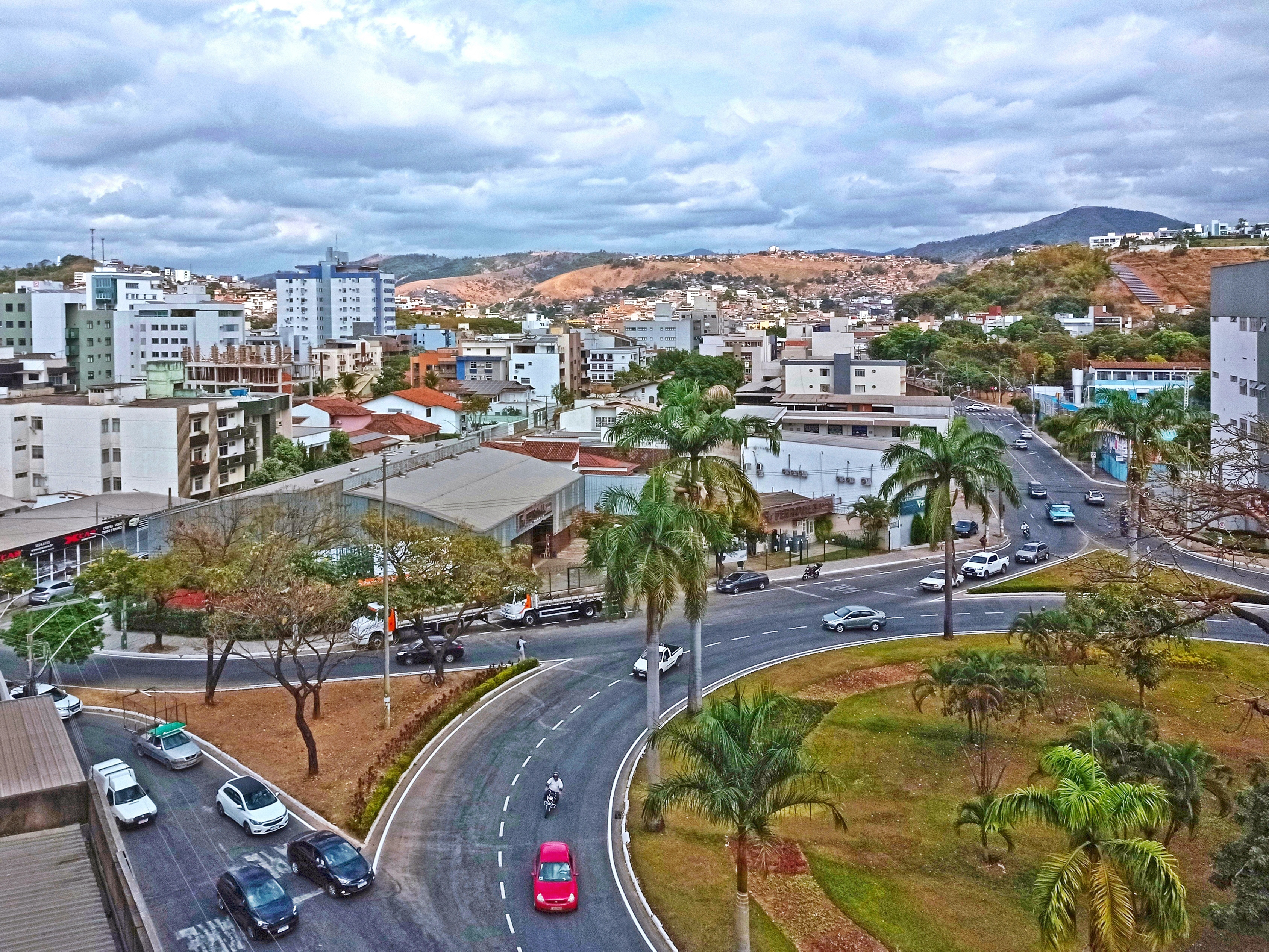
Vista parcial do Cidade Nobre ao redor da rotatória das avenidas Simon Bolívar e Carlos Chagas (Praça Evanise Mayrink Vieira Pacheco)

O bairro se originou do loteamento da antiga Fazenda Prato Raso, pertencente a Jair Gonçalves, tendo sido aprovado pela administração municipal em 1972. A prefeitura foi a responsável por executar obras de infraestrutura na localidade, como asfaltamento de vias, instalação de redes de esgoto e rede elétrica. Por estar localizado em meio a áreas ocupadas há mais tempo, nos bairros Iguaçu, Esperança, Canaã, Vila Celeste e Limoeiro, o Cidade Nobre foi estruturado para abrigar estabelecimentos da administração pública, como o hospital e a policlínica municipais.
O desenvolvimento urbano da localidade ocorreu sobretudo a partir da Avenida Carlos Chagas. Foi uma das áreas preferidas pela população de alta renda fora dos bairros da Vila Operária planejada pela Usiminas, que era destinada aos trabalhadores da empresa. Posteriormente se tornou um bairro valorizado pelo setor imobiliário. Na década de 1990, teve início a verticalização, tendo sido comum a demolição de casas mais antigas para a construção de prédios e edifícios.

## Descrição

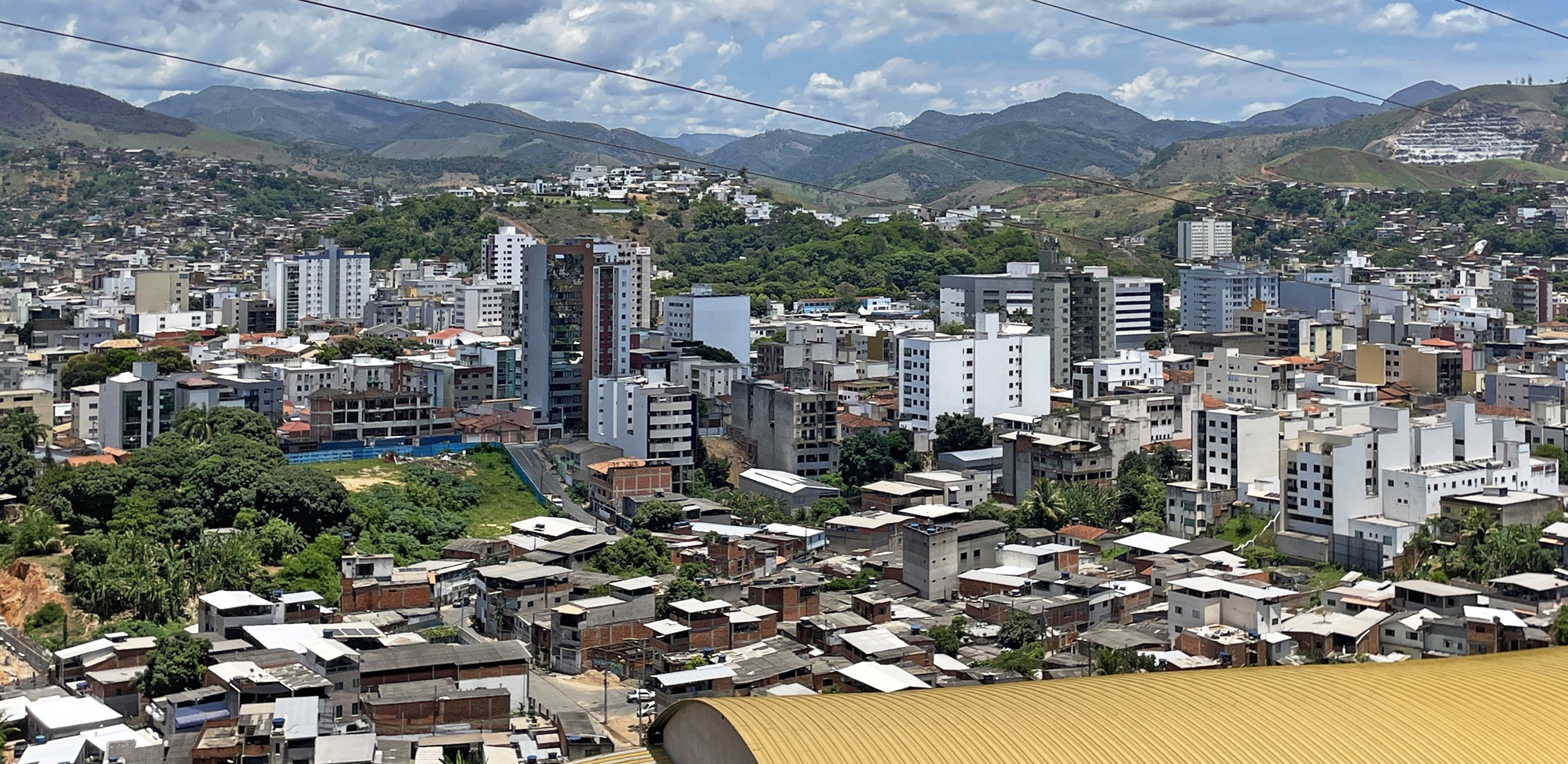
Aglomerado Vila da Paz com prédios nos bairros Iguaçu e Cidade Nobre ao fundo

Embora seja um bairro bastante habitado, também integra um eixo de considerável articulação econômica, com presença marcante de estabelecimentos comerciais e de serviços, instituições bancárias, instituições de ensino e unidades de saúde que atraem consumidores de toda a Região Metropolitana do Vale do Aço. Assim, o Cidade Nobre se consolidou como uma centralidade metropolitana, em meio a um eixo que também engloba parte do vizinho Canaã. Cabe ressaltar que essa consolidação como centro atrativo é relativamente recente. A malha urbana é contínua e há poucas áreas verdes.
A avenidas Monteiro Lobato, Simon Bolívar e Carlos Chagas concentram parte considerável do movimento comercial do Cidade Nobre. O bairro possui uma vida noturna ativa, com uma grande concentração de lanchonetes, sorveterias, bares e boates. Tal como as avenidas principais, a maioria das ruas têm nomes de personalidades históricas. Dentre os principais espaços públicos, estão as praças das Mães, Ana Edwirgem da Conceição e João Teófilo Pereira (Praça do Duvale), reinaugurada em 2025. No bairro também estão localizados o clube Ipaminas, um dos principais clubes recreativos de Ipatinga, fundado em 1959, a policlínica municipal e o Hospital Municipal Eliane Martins, cujo nome homenageia a vítima fatal mais nova do Massacre de Ipatinga, morta no colo de sua mãe com três meses de idade.
Outro ponto de referência da localidade é o Santuário Senhor do Bonfim, da Paróquia Senhor do Bonfim, que está subordinada à Diocese de Itabira-Fabriciano. Representa a sede da comunidade católica mais antiga do bairro, existente desde a construção das primeiras casas do loteamento, na década de 1970. O templo religioso foi construído em área cedida por Jair Gonçalves. Em 2022, o Cidade Nobre passou a abrigar provisoriamente a sede da Prefeitura de Ipatinga, em um prédio na rotatória das avenidas Carlos Chagas e Simon Bolívar (Praça Evanise Mayrink Vieira Pacheco). Isso ocorreu devido à interdição da sede do Poder Executivo municipal no Centro de Ipatinga para reformas.
Em contraste com a valorização imobiliária, o Cidade Nobre também registrou ocupações irregulares. Segundo o IBGE, o bairro possui uma área considerada como favela e comunidade urbana, denominada Vila da Paz, que tinha 569 habitantes em 2022. Está situada na margem do ribeirão Ipanema e possui deficiências no abastecimento de água e direcionamento do esgoto, além de ser uma área de risco de enchentes. Sua ocupação é um reflexo da expansão urbana rápida e desordenada da cidade de Ipatinga.